# Burg Bachenstein
Die Burg Bachenstein ist eine abgegangene Höhenburg zwei Kilometer westlich des heutigen Ortsteils Döttingen der Gemeinde Braunsbach im Landkreis Schwäbisch Hall in Baden-Württemberg.

## Lage
Der Burgruine liegt auf 383,3 m ü. NN am Sporn zwischen den Muschelkalktälern des Rüblinger Bachs und des ihm zumündenden Bachensteiner Bachs, die über den Eschentaler Bach bei Döttingen zum Kocher entwässern.

## Geschichte
Die Burg wurde von einer von 1225 bis ins 16. Jahrhundert bezeugten Niederadelsfamilie mit dem Beinamen Bacho (vermutlich staufische Ministeriale) vor 1250 gegründet. Der Erbauer war vermutlich Walther Bacho von Döttingen. Sie nannten sich spätestens ab 1251 Bachenstein und waren die Ortsherren von Döttingen. Mitglieder dieser ritteradligen Familie waren auch Bürger von Hall und im nahen Umland der Reichsstadt begütert (Wasserburg Altenhausen, Teurershof).
1488 wurde die bereits zerstörte Burg mit Döttingen an die Hohenlohe verkauft. Vermutlich war die Burg die Vorgängeranlage der Wasserburg in Döttingen, dem späteren Schloss Döttingen.
Der Burgstall zeigt nur noch zwei große Burggräben sowie geringe Mauerreste.

## Sage
Der Sage nach soll die Familie nach Ende der Stauferzeit dem Raubrittertum verfallen sein, was auf kaiserliches Geheiß zur Zerstörung der Burg durch den Grafen von Lobenhausen führte.